# ポット・ラック
『ポット・ラック』（Pot Luck）はエルヴィス・プレスリーの1962年のアルバム。旧邦題は「わが友エルヴィス」。

## 解説
収録曲は1961年3月22日、1961年6月25日から26日、1961年10月15日から16日、1962年3月18日から19日の4回セッションで録音された。
1961年3月22日のセッションがハリウッド・ラジオ・レコーダーズ・スタジオ、残りの3回はナッシュビルのRCAスタジオBでのレコーディングである。
今までのアルバムとは異なり、このアルバムにはカバー曲が1つも収録されていない。
このアルバムでエルヴィスは共作ではあるものの、初めて作曲に関わり友人のレッド・ウェストと「忘れえぬ人」を作曲。
レッド・ウェストと、同じく友人のチャーリー・ホッジの3人で「ユール・ビー・ゴーン」を作曲している。
「ユール・ビー・ゴーン」は当初、コール・ポーターの「ビギン・ザ・ビギン」のメロディーを借用するつもりでいたがポーターの承諾が得られなかったため、チャーリー・ホッジが曲を書くことになった。
それまでにもエルヴィスが部分的に歌詞を改変したり付け加えたり、共作者としてクレジットされたことは何度かあったが、
エルヴィスの貢献は基本的にアレンジのみに限られており、曲作りに関わるのはこれが初めてであった。
ボサノヴァが流行っていたこともあり、このアルバムにもラテン風のフィーリングを持った曲がいくつか収録されている。
「ステッピン・アウト・オブ・ライン」は映画「ブルー・ハワイ」ではテイク8が使用されたが、このアルバムではテイク17が収録されている。
1965年の映画「いかすぜ！この恋」でファン投票により選ばれた9曲の内このアルバムから「イージー・クエスチョン」「僕は君のもの」「いつまでも忘れまい」「ナイト・ライダー」の4曲が使用された。
1963年にエルヴィスはこの「ポット・ラック」に続くアルバムを作るためにレコーディングを行ったが、
「G.I.ブルース」や「ブルー・ハワイ」のサウンドトラックの大ヒットによりサウンドトラックのレコーディングが中心となっていったため、
サウンドトラックのボーナス・ソングやシングルとして使用するためにストックされ、
編集盤を除くと1967年の「ゴールデン・ヒム」までノンサウンドトラック・アルバムの新作は発売されなかった。
1999年に再発された際にアップグレイド・ヴァージョンとしてボーナス・トラックが5曲加えられ曲順も変えられた。

## 収録曲

### A面
| Track | 録音日  | 邦題                             | 曲名                        | 作曲者                                 | 時間 |
| ----- | ------- | -------------------------------- | --------------------------- | -------------------------------------- | ---- |
| 1.    | 61/6/25 | キス・ミー・クイック             | Kiss Me Quick               | Doc Pomus, Mort Shuman                 | 2:46 |
| 2.    | 62/3/18 | 昔を思って                       | Just for Old Time Sake      | Roy C. Bennett, Sid Tepper             | 2:08 |
| 3.    | 62/3/18 | 今すぐ家へ帰りたい               | Gonna Get Back Home Somehow | Doc Pomus, Mort Shuman                 | 2:27 |
| 4.    | 62/3/18 | イージー・クエスチョン           | (Such an) Easy Question     | Otis Blackwell, Winfield Scott         | 2:18 |
| 5.    | 61/3/22 | ステッピン・アウト・オブ・ライン | Steppin' Out of Line        | Fred Wise, Ben Weisman, Dolores Fuller | 1:54 |
| 6.    | 61/6/25 | 僕は君のもの                     | I'm Yours                   | Hal Blair, Don Robertson               | 2:21 |

### B面
| Track | 録音日   | 邦題               | 曲名                               | 作曲者                           | 時間 |
| ----- | -------- | ------------------ | ---------------------------------- | -------------------------------- | ---- |
| 1.    | 62/3/18  | 何となくユーウツだ | Something Blue                     | Paul Evans, Al Byron             | 2:57 |
| 2.    | 62/3/19  | サスピション       | Suspicion                          | Doc Pomus, Mort Shuman           | 2:34 |
| 3.    | 62/3/19  | いつまでも忘れまい | I Feel That I've Known You Forever | Doc Pomus, Alan Jeffreys         | 1:39 |
| 4.    | 61/10/15 | ナイト・ライダー   | Night Rider                        | Doc Pomus, Mort Shuman           | 2:08 |
| 5.    | 62/3/18  | 愛の泉             | Fountain of Love                   | Bill Giant, Jeff Lewis           | 2:12 |
| 6.    | 61/6/25  | 忘れ得ぬ人         | That's Someone You Never Forget    | エルヴィス・プレスリー, Red West | 2:47 |

### 1999年アップグレイド・ヴァージョン
| Track | 録音日   | 邦題                             | 曲名                               | 作曲者                                          | 時間 |
| ----- | -------- | -------------------------------- | ---------------------------------- | ----------------------------------------------- | ---- |
| 1.    | 61/6/25  | キス・ミー・クイック             | Kiss Me Quick                      | Doc Pomus, Mort Shuman                          | 2:46 |
| 2.    | 62/3/18  | 昔を思って                       | Just for Old Time Sake             | Roy C. Bennett, Sid Tepper                      | 2:08 |
| 3.    | 62/3/18  | 今すぐ家へ帰りたい               | Gonna Get Back Home Somehow        | Doc Pomus, Mort Shuman                          | 2:27 |
| 4.    | 61/10/15 | 新しい恋人を見つけた             | I Met Her Today                    | Hal Blair, Don Robertson                        | 2:42 |
| 5.    | 62/3/18  | イージー・クエスチョン           | (Such an) Easy Question            | Otis Blackwell, Winfield Scott                  | 2:18 |
| 6.    | 62/3/19  | あの娘が君なら                   | She's Not You                      | Doc Pomus, Jerry Leiber, Mike Stoller           | 2:08 |
| 7.    | 61/6/25  | 僕は君のもの                     | I'm Yours                          | Hal Blair, Don Robertson                        | 2:21 |
| 8.    | 62/3/18  | ユール・ビー・ゴーン             | You'll Be Gone                     | エルヴィス・プレスリー, Red West, Charlie Hodge | 2:23 |
| 9.    | 62/3/18  | 何となくユーウツだ               | Something Blue                     | Paul Evans, Al Byron                            | 2:57 |
| 10.   | 62/3/19  | サスピション                     | Suspicion                          | Doc Pomus, Mort Shuman                          | 2:34 |
| 11.   | 62/3/19  | いつまでも忘れまい               | I Feel That I've Known You Forever | Doc Pomus, Alan Jeffreys                        | 1:39 |
| 12.   | 61/10/15 | ナイト・ライダー                 | Night Rider                        | Doc Pomus, Mort Shuman                          | 2:08 |
| 13.   | 61/10/15 | 最後のキス                       | For the Millionth and Last Time    | Roy C. Bennett, Sid Tepper                      | 2:05 |
| 14.   | 62/3/19  | 内気な打ち明け                   | Just Tell Her Jim Said Hello       | Jerry Leiber, Mike Stoller                      | 1:51 |
| 15.   | 62/3/18  | 愛の泉                           | Fountain of Love                   | Bill Giant, Jeff Lewis                          | 2:12 |
| 16.   | 61/6/25  | 忘れ得ぬ人                       | That's Someone You Never Forget    | エルヴィス・プレスリー, Red West                | 2:47 |
| 17.   | 61/3/22  | ステッピン・アウト・オブ・ライン | Steppin' Out of Line               | Fred Wise, Ben Weisman, Dolores Fuller          | 1:54 |

## 参加ミュージシャン
- エルヴィス・プレスリー(Elvis Presley) - ヴォーカル、ギター
- スコティ・ムーア(Scotty Moore) - ギター
- ハンク・ガーランド(Hank Garland) - ギター
- ティニー・ティンブレル(Tiny Timbrell) - ギター
- ハロルド・ブラッドリー(Harold Bradley) - ギター
- グレイディー・マーティン(Grady Martin) - ギター、 ヴィブラフォン
- フロイド・クレイマー(Floyd Cramer) - ピアノ、オルガン
- ダドレイ・ブルックス(Dudley Brooks) - ピアノ
- ゴードン・ストーカー(Gordon Stoker) - ピアノ、アコーディオン(最後のキス)
- ボブ・ムーア(Bob Moore) - ベース
- D.J.フォンタナ(D. J. Fontana) - ドラム
- バディ・ハーマン(Buddy Harman) - ドラム

- ミリー・カーカム(Millie Kirkham) - バッキングヴォーカル
- ザ・ジョーダネアーズ(The Jordanaires) - バッキングヴォーカル
- ブーツ・ランドルフ(Boots Randolph) - サクソフォーン